# Schreistein
Der Schreistein bildet mit dem Siebligrat einen nordöstlich des Risserkogels gelegenen nach Norden zur Sieblialm abfallenden Bergrücken. Der Schreistein ist durch den Riedeckersattel von den Schneeböden getrennt, die in ihrer Verlängerung zum Risserkogel führen.
An den südlichen Felsabbrüchen befindet sich ein Klettergarten. Der Schreistein fällt nach allen Seiten steil und felsig ab. Der höchste Punkt, mit einem kleinen Kreuz versehen, wird am einfachsten kletternd erreicht.

## Galerie

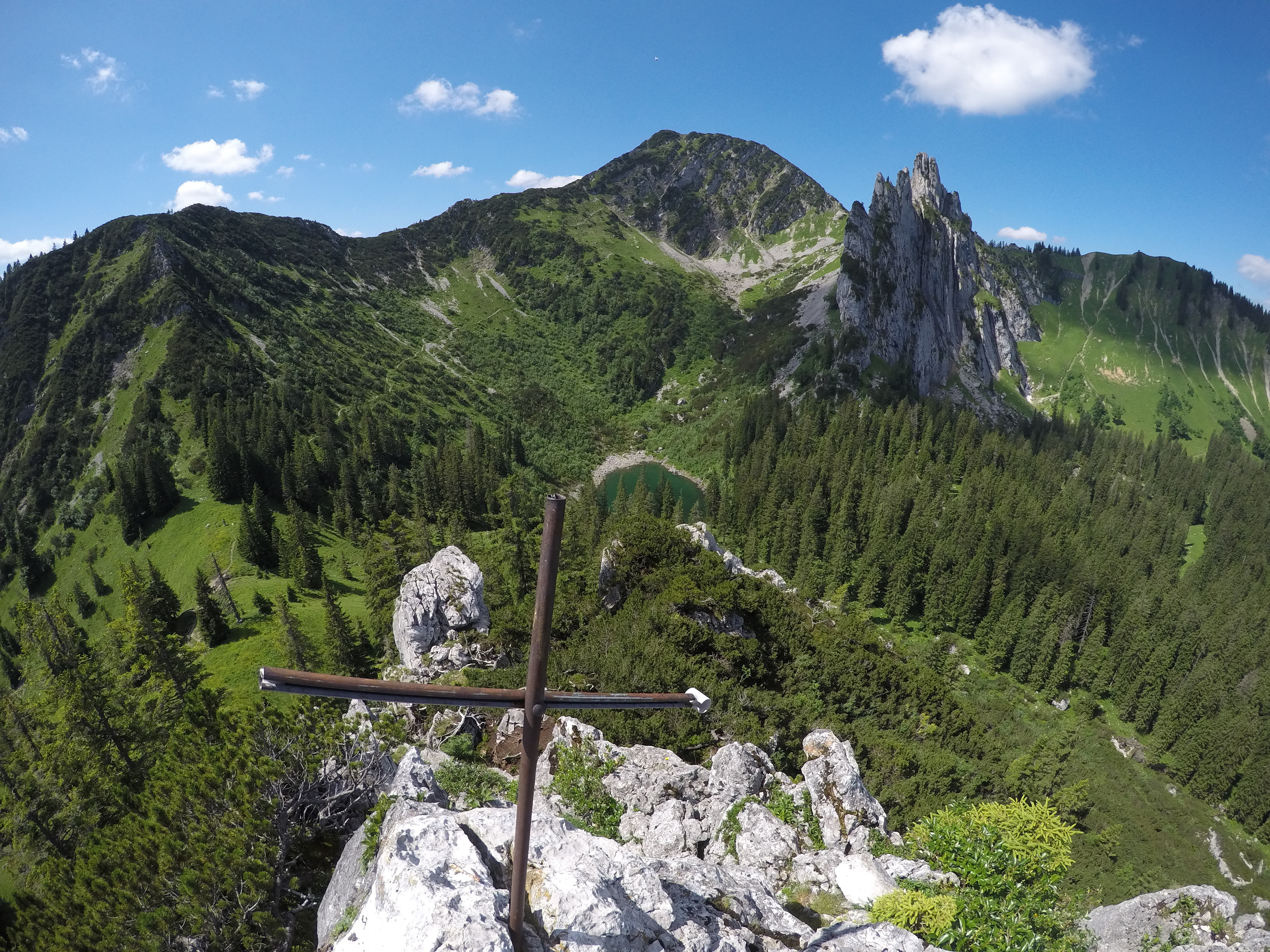
Gipfelkreuz mit Blick zu Schneeböden, Risserkogel, Plankenstein und Riederecksee